# Helwig Brunner
Helwig Brunner (* 20. November 1967 in Istanbul) ist ein österreichischer Schriftsteller.

## Leben und Karriere
Von 1978 bis 1986 besuchte er das Akademische Gymnasium in Graz. Er absolvierte Studien der Biologie und Musik. Er schreibt Gedichte, Romane, Erzählungen, Kurzprosa und Essays sowie fach- und populärwissenschaftliche Texte. Helwig Brunner ist Herausgeber der Buchreihe "keiper lyrik" (Edition Keiper) und Mitherausgeber der Grazer Literaturzeitschrift „Lichtungen“. Daneben übt er eine berufliche Tätigkeit als Geschäftsführer eines ökologischen Planungsbüros aus. Er lebt in Graz, Steiermark.

## Buchveröffentlichungen
- Gelebter Granit. Haiku, Senryu, Tanka. Graphikum, Göttingen 1991
- Auf der Zunge das Fremde. Gedichte. Leykam, Graz 1996
- Gehen, schauen, sagen. Gedichte. Steirische Verlagsgesellschaft, Graz 2002
- Aufzug oder Treppe. Gedichte, Anagramme. Grasl, Baden bei Wien 2002
- grazer partituren. Gedichte. Steirische Verlagsgesellschaft, Graz 2004
- Rattengift. Erzählungen. Kitab, Klagenfurt 2006
- Nachspiel. Roman. Kitab, Klagenfurt 2006
- Die Zuckerfrau. Roman. Leykam, Graz 2008
- Süßwasser weinen. Gedichte. Sonderzahl, Wien 2008
- Schuberts Katze. Musikgedichte. Edition Thurnhof, Horn 2009
- Vorläufige Tage. Gedichte. Leykam, Graz 2011
- gemacht/gedicht/gefunden. über lyrik streiten. Droschl, Graz 2011 (gemeinsam mit Stefan Schmitzer)
- Die Sicht der Dinge. Rätselgedichte. edition keiper, Graz 2012
- Die Kunst des Zwitscherns. Essays. Residenz, St. Pölten 2012 (gemeinsam mit Kathrin Passig und Franz Schuh)
- Denkmal für Schnee. Gedichte. Berger, Horn 2015
- Journal der Bilder und Einbildungen. Droschl, Graz 2017
- Vsakdanje vrane (Tägliche Krähen). Gedichte dt./slowen./engl. Beletrina, Ljubljana 2017
- Weißer Rahmen, weißes Bild. Gedichte dt./slowen./ungar. Pavelhaus, Bad Radkersburg 2019
- Flirren. Literaturverlag Droschl, Graz, 2024, ISBN 978-3-99059-149-9

## Auszeichnungen
- 1992 Forum-Stadtpark-Literaturförderungspreis (Graz)
- 1993 Literaturförderungspreis der Stadt Graz
- 1999 1. Preis beim Essay-Wettbewerb der Akademie Graz
- 2001 Ernst-Meister-Förderpreis für Lyrik der Stadt Hagen
- 2003 erostepost Literaturpreis (Salzburg)
- 2003 Autorenprämie des österreichischen Bundeskanzleramtes
- 2006 1. Preis beim Literaturwettbewerb „Vision Europa“ der Akademie Graz
- 2008 Literaturstipendium des Landes Steiermark
- 2011 1. Preis „1+1+1=1 Trinität“ des Kulturzentrums Minoriten, Graz
- 2011 Literaturpreis der Steiermärkischen Sparkasse